# Mirko Kumer
Mirko Kumer, slovenski kmet, narodni delavec, pisatelj in politik na avstrijskem koroškem,  * 21. julij 1910, Blato (nem. Moos) pri Pliberku, † 3. avgust 1981, Celovec.

## Življenjepis
Kumer je bil po končani kmečkogospodarski šoli aktiven v koroški Slovenski prosvetni zvezi. Leta 1941 je bil zaprt in nato mobiliziran v Wehrmacht, kar je opisal v svoji knjigi Po sili vojak: pot koroškega Slovenca skozi drugo svetovno vojno. (COBISS)
Po vojni je bil dejaven občinski politiki in v Kmetijski zbornici. Od leta 1950 do 1954 je bil podžupan in 1954 do 1958 župan občine Blato, 1966 do 1973 podžupan občine Pliberk ter od 1961 do 1975 zastopnik Skupnosti južnokoroških kmetov v koroški Kmetijski zbornici.
Med njegovimi časopisnimi objavami so najpomembnejše krajevnozgodovinske črtice.